# Trayvon Robinson
Trayvon Andrew Dwayne Robinson (nacido en Los Ángeles, California, Estados Unidos, el 1 de septiembre de 1987) es un beisbolista profesional estadounidense que juega en las posiciones de Jardinero (OF) en la Liga Venezolana de Béisbol Profesional, con el equipo Leones del Caracas.

## Carrera en el Béisbol

### Los Angeles Dodgers

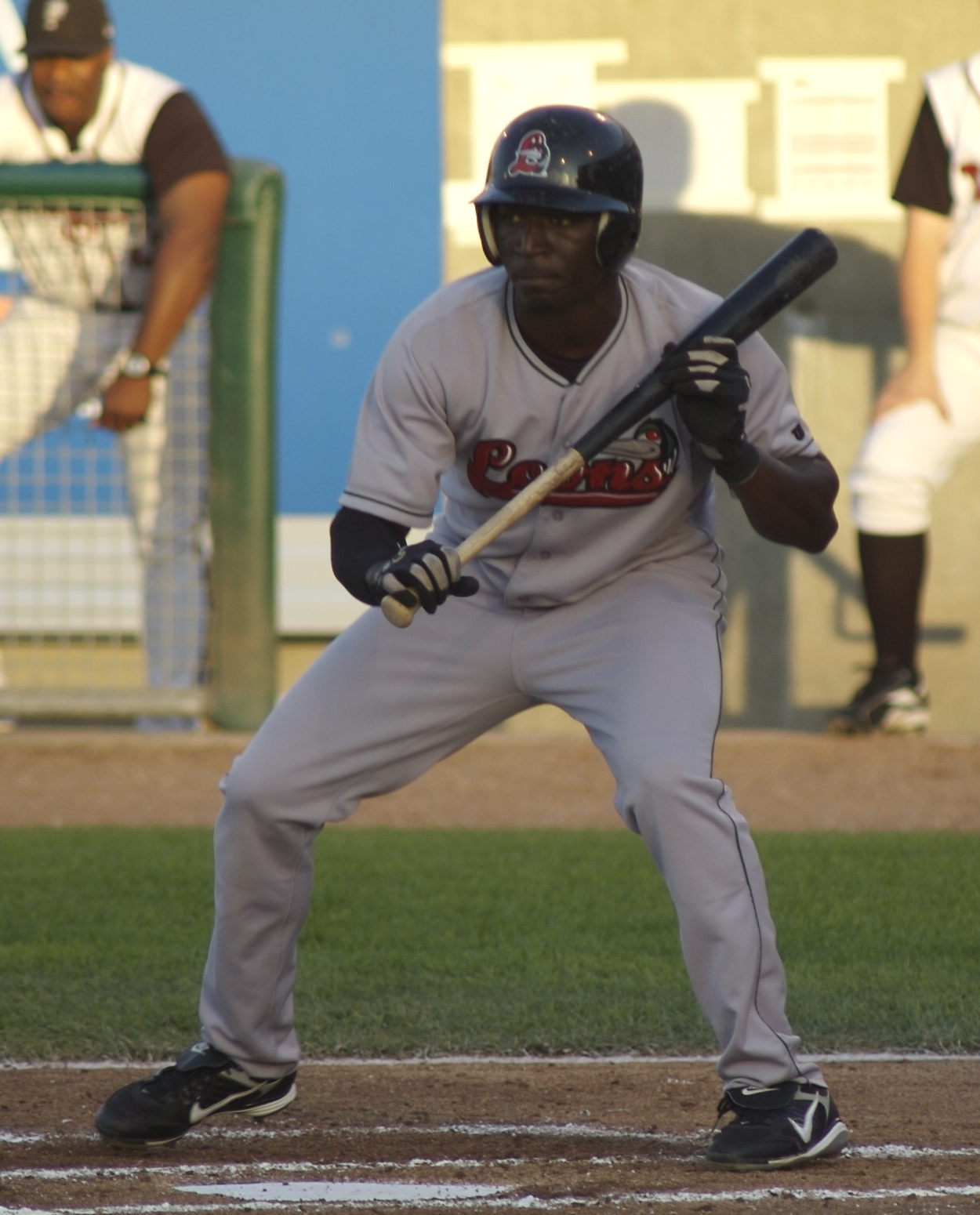
Robinson con los Great Lakes Loons en 2007.

Robinson fue reclutado en la décima ronda del Draft de la MLB 2005 por los Dodgers de Los Ángeles fuera de Crenshaw High School en Los Angeles.
Después de dos temporadas con los Costa del Golfo Dodgers y uno con los Vero Beach Dodgers, fue ascendido en 2007 con los de clase A de los Grandes Lagos Bribones. En 2009, con la clase A-Avanzada Inland Empire 66ers de San Bernardino, bateó .306 con 15 jonrones y 43 bases robadas. Fue seleccionado para el equipo All Star de la temporada media de la California League. Fue agregado a la lista de 40 jugadores de los Dodgers en 2009. En 2010, fue asignado a los Chattanooga Lookouts en la Southern League de la clase doble-A. Con los Chattanooga Lookouts, fue seleccionado para el Juego de Estrellas de la Southern League. Apareció en 120 juegos en 2010, bateando .300, con nueve jonrones, 57 carreras impulsadas (remolcadas) y 38 robos. Al final de la temporada, apareció para Phoenix Desert Dogs en la Arizona Fall League y fue seleccionado para aparecer en el juego AFL "Rising Stars". Fue asignado a los Albuquerque Isotopes de la Pacific Coast League de clase Triple-A, para 2011, donde fue seleccionado para el equipo estelar de la Liga de la Pacific Coast League a mitad de temporada. También compitió en el Triple-A Home Run Derby. AVG .293 para los Albuquerque Isotopes en 100 juegos con 26 jonrones.

### Seattle Mariners
El 31 de julio de 2011, Robinson fue cambiado a los Marineros de Seattle en un intercambio de tres equipos que envió a Érik Bédard a los Medias Rojas de Boston. Hizo su debut en Grandes Ligas con los Marineros el 5 de agosto, comenzando en el jardín izquierdo contra los Angelinos de Los Ángeles de Anaheim , y robó a Torii Hunter un jonrón de dos carreras. Grabó su primer hit de Grandes Ligas, un sencillo al lado de Jered Weaver, en su segundo turno al bate. Su primer jonrón de Grandes Ligas se anotó al día siguiente, en la séptima entrada contra el lanzador de los Angels Tyler Chatwood. Jugó en 90 partidos de Grandes Ligas para los Marineros en 2011 y 2012 y bateó .215 con 5 jonrones y 26 carreras impulsadas.

### Baltimore Orioles
El 20 de noviembre de 2012, fue cambiado a los Orioles de Baltimore por Robert Andino. Posteriormente fue designado para la asignación el 8 de febrero de 2013. Él aprobó las exenciones, y fue asignado al afiliado de la Triple A de Oriole en Norfolk, donde bateó .220 en 52 juegos.

### Los Angeles Dodgers
Él firmó un contrato de ligas menores para regresar a la organización de los Dodgers el 24 de enero de 2014. Jugó en 117 juegos para los Isótopos, con un promedio de bateo de .235, 6 jonrones y 30 carreras impulsadas.

### Leones del Caracas
Trayvon Robinson es Asignado a los Leones del Caracas, y hace su debut el 8 de diciembre de 2014 en la Liga Venezolana de Béisbol Profesional 2014-15, Jugó en 10 Partidos, con un Promedio de bateo de .297, 2 jonrones, 11 Hit, 2 carreras impulsadas y 7 carreras anotadas.

### Padres de San Diego / Arizona Diamondbacks
El 15 de diciembre de 2014, firmó un contrato de ligas menores con los Padres de San Diego. Los Padres lo liberaron el 2 de abril de 2015 y firmó con los Diamondbacks de Arizona el 20 de abril. Luego fue liberado por los Diamondbacks de Arizona el 22 de junio de 2015.

### Tigres de Detroit
El 3 de julio de 2015, los Tigres de Detroit firmaron a Robinson con un contrato de ligas menores.

### Leones del Caracas
Trayvon Robinson vuelve a participar con los Leones del Caracas para la Liga Venezolana de Béisbol Profesional 2015-16, desde 26 de noviembre hasta el 30 de diciembre de 2015, Jugó en 24 Partidos, con un Promedio de bateo de .309, 3 jonrones, 30 Hit, 10 carreras impulsadas y 19 carreras anotadas.

### Somerset Patriots
Robinson firmó con los Somerset Patriots de la Atlantic League of Professional Baseball para la temporada 2016.

### Águilas del Zulia
Trayvon Robinson vuelve a participar en Liga Venezolana de Béisbol Profesional 2016-17 pero esta vez con las Águilas del Zulia desde 13 de noviembre hasta el 22 de diciembre de 2016, Jugó en 32 Partidos, con un Promedio de bateo de .276, 1 jonrones, 29 Hit, 9 carreras impulsadas y 14 carreras anotadas.

### Leones del Caracas
Tras una temporada ausente, el jardinero Trayvon Robinson está listo para regresar con los Leones del Caracas para la campaña 2017-2018, desde 7 de noviembre de 2017. Box Scores del partido